# 日本筆記具工業会
日本筆記具工業会（にほんひっきぐこうぎょうかい）は、筆記具のメーカーとその部品メーカーにより組織された業界団体である。

## 沿革
- 2001年10月1日 - 東京万年筆事業協同組合、日本シャープペンシル工業会、日本ボールペン工業協同組合、日本マーキングペン工業会、団体加入した日本鉛筆工業協同組合を統合し発足[1]